# Liss Kihindou
Liss Kihindou, de son vrai nom Lounda Inès Stella Sandrine, née  en 1976 à Brazzaville, est une femme de lettres congolaise, enseignante et critique de la littérature congolaise.

## Biographie
Loundou Inès Stella Sandrine naît en 1976 au Congo-Brazzaville,.
Elle étudie à l'université Marien-Ngouabi de Brazzaville et y obtient une licence de lettres. En 1999 elle part dans le Loiret et obtient un DEA en lettres modernes à l'université Paris X-Nanterre en 2001 et un doctorat en lettres. Elle exerce le métier de professeure de latin et vit en région parisienne.

### Carrière littéraire
Influencée par les auteurs congolais Daniel Biyaoula et Dibakana Mankessi, et écrit des essais, des nouvelles, des poésies et des romans. Elle publie des poésies dans la revue Ngouvou de Brazzaville, puis en 2005 elle publie J’espère, un recueil de nouvelles aux éditions Amalthée. Son deuxième recueil de poèmes est publié en 2007 aux éditions L'Harmattan et s'intitule Détonations et folie. Le livre explore les guerres interethniques en Afrique et la violence qui s'excerce sur les populations civiles et les femmes en particuliers. Liss Kihindou est aussi critique littéraire. 
Elle publie son premier roman Chêne de bambou, qui sur fond de migration présente les mondes de l'Afrique et de l'Europe.
En 2018 elle publie Des migrations au métissage aux édition l'Harmattan. Dans le livre elle fait le constat de l'importance du métissage dans la culture francophone et française. Elle indique aussi que la posture traditionnelle des femmes noires dans la littérature noire est réduite à une posture de résignation, que la personne qui écrive soit une femme ou un homme, même si cet aspect s'amoindrit chez les romancières noires contemporaines comme Aimée Mambou Gnali Gomez.
En 2025 elle publie la suite de Mwanana, la petite fille qui parlait aux animaux, intitulée Kinokia et les ancêtres et illustrée par Willy Zekid. Il s'agit d'un roman d'aventure fantastique explorant les thèmes de la sorcellerie et des traditions ancestrales. 

## Œuvres
- Détonations et folie, l'Harmattan, coll. « Encres noires », 2007 (ISBN 978-2-296-04312-1)
- L'expression du métissage dans la littérature africaine: Cheikh Hamidou Kane, Henri Lopes et Ahmadou Kourouma, Harmattan, coll. « Écrire l'Afrique », 2011 (ISBN 978-2-296-54774-2).
- L'expression du métissage dans la littérature africaine: Cheikh Hamidou Kane, Henri Lopes et Ahmadou Kourouma, Harmattan, coll. « Écrire l'Afrique », 2011 (ISBN 978-2-296-54774-2).
- La morsure du soleil: poèmes, l'Harmattan-Congo, 2014 (ISBN 978-2-343-04390-6).
- Coeur d’Aryenne, 5 août 2015[8].
- Mwanana, la petite fille qui parlait aux animaux, l'Harmattan, coll. « Jeunesse-L'Harmattan », 2016 (ISBN 978-2-343-09515-8).
- Négritude et fleuvitude: et autres observations littéraires, l'Harmattan, coll. « Culture africaine », 2016 (ISBN 978-2-343-09360-4)
- Des migrations au métissage: suivi de, L'image de la femme à travers 25 auteurs d'Afrique, L'Harmattan, 2018 (ISBN 978-2-343-15496-1)[1].
- Liss Kihindou et Frédéric Ganga, Dis à la nuit qu'elle cache son visage: anthologie de poésie multilingue français-langues du Congo, l'Harmattan, coll. « Écrire l'Afrique », 2020 (ISBN 978-2-343-19333-5).